# Средиземноморски подковонос
Средиземноморският подковонос (Rhinolophus blasii) е вид насекомояден бозайник от разред Прилепи. Среща се и на територията на България и е защитен вид съгласно Закона за биологичното разнообразие, също така е вписан в Червената книга на Република България.

## Подвидове
- R. b. andreinii (Senna, 1905)
- R. b. blasii (Peters, 1866)
- R. b. empusa (K. Andersen, 1904)
- R. b. meyeroehmi (Felten, 1977)

## Физическа характеристика
Основните размери на средиземноморския подковонос са:
- Дължина на тялото с главата: 4,4 – 5,9 cm[6]
- Дължина на опашката: 2 - 3,1 cm[6]
- Размах на крилата: 27 – 31 cm[6]
- Маса: 7,5 – 16 g

Окраската на гърба му е матовожълта или сиво-кафява. Коремът е бял. Крилата са кафяви и широки.

## Разпространение и местообитание
Разпространен е в Средиземноморието и Балканския полуостров, Централна и Югозападна Азия, Южна и Източна Африка. В България се среща в цялата страна, но с по-голяма концентрация в южните райони.
Обитава обрасли с храсти открити райони, савани и саванни гори. Намира убежиша в пещери и минни галерии.

## Начин на живот и хранене
Средиземноморският подковонос образува колонии от по няколкостотин екземпляра, често смесени с други видове прилепи. Една от най-големите колонии в Европа, наброяваща 1500 екземпляра, е регистрирана през 1962 година край село Мрамор, Тополовградско. Хранителните навици на този вид не са добре изучени. Води уседнал начин на живот.

## Размножаване и развитие
На територията на Европа в размножителни убежища може да се съберат над 200 женски. През август се ражда едно малко.

## Природозащитен статут
- Червен списък на световнозастрашените видове (IUCN Red list) – Незастрашен (Least Concern LC)[4]
- Директива за местообитанията и дивата флора и фауна на ЕС – Приложение II и IV[9]
- Закон за биологичното разнообразие – Приложение 2 и 3[3]

Основни заплахи за оцеляването му са безпокойството и унищожаването на местообитания от човека.
Числеността на популацията в България се оценява на 5000 индивида.